# Kanton Lure-Sud
Kanton Lure-Sud (francouzsky Canton de Lure-Sud) je francouzský kanton v departementu Haute-Saône v regionu Franche-Comté. Tvoří ho 16 obcí.

## Obce kantonu
- Andornay
- Arpenans
- Les Aynans
- Frotey-lès-Lure
- Lure (jižní část)
- Lyoffans
- Magny-Danigon
- Magny-Jobert
- Magny-Vernois
- Moffans-et-Vacheresse
- Mollans
- Palante
- Roye
- Le Val-de-Gouhenans
- Vouhenans
- Vy-lès-Lure